# هنری سولا
هنری سولا (به لاتین: Henri Sauval)
(زادهٔ۵ مارس ۱۶۲۳ - درگذشته ۵ مارس ۱۶۷۶) تاریخ‌نگار، و وکیل اهل فرانسه بود.
او فرزند یکی از حامیان پارلمان فرانسه بود، در پاریس متولد شد و در تاریخ ۵ مارس ۱۶۲۳ متولد شد. او بیشتر زندگی خود را به تحقیقات در میان آرشیوهای شهر بومی خود اختصاص داده‌است، در مرگ او (۲۱ مارس ۱۶۷۶) کل کار هنوز در دست نوشته بود. این اثر بدون امتیاز نبود و در سال ۱۷۳۳ و ۱۷۵۰ مجدداً صادر شد. نسخه اصلی ابتدا متعلق به مونمارکو بود و سپس به مالکیت لو روکس د لینسی منتقل شد که نسخه حاشیه ای را تهیه کرد؛ متأسفانه این مواد همراه با MS اصل، در آتش‌سوزی‌های آتش زا گری که تحت کمون پاریس (۱۸۷۱) رخ داد، از بین رفت. با این حال، تحقیقات لو روکس د لینسی همچنان ادامه دارد، مجموعه ای از مقالات در مورد سولا که در سال ۱۸۶۲، ۱۸۶۶ و ۱۸۶۸ در کتابچه بولتن منتشر شد.